# Марина ди Санта Марија дел Чедро (Козенца)
Марина ди Санта Марија дел Чедро је насеље у Италији у округу Козенца, региону Калабрија.
Према процени из 2011. у насељу је живело 855 становника. Насеље се налази на надморској висини од 4 м.